# Kỳ Ảo Đao (truyện)
Kỳ Ảo Đao (tiếng Anh: The Subtle Knife) là tập truyện thứ hai trong bộ ba tiểu thuyết giả tưởng His Dark Materials (Những Vật chất Tối của Ngài) của tác giả người Anh Philip Pullman. Tập đầu mang tên Bắc Cực Quang (Northern Lights) hay Kim La Bàn (The Golden Compass) ở Bắc Mỹ, và tập cuối là Hổ Phách Kính (The Amber Spyglass). Phát hành năm 1997, nó tiếp nối câu chuyện của cô bé Lyra cùng nhân vật mới Will Parry, khám phá một vũ trụ song song và chống lại các thế lực đen tối. Ở tập này, các chủ đề kháng tôn giáo và thiên văn học ngày càng rõ rệt.